# Hertogdom Nysa
Het hertogdom Nysa of prinsbisdom Nysa was naast het prinsbisdom Siewierz het enige prinsbisdom in Silezië.

## Geschiedenis
De hertog Hendrik I van Polen schonk in 1201 de kastelenijen Nysa en Otmuchów aan het bisdom Wrocław. Deze gebieden waren in het bezit van zijn oom  Jaroslav van Opole, die in 1201 stief. Hendrik IV van Polen verleende, na een periode van conflicten tussen de heersers van Silezië en zelfs de vervolging van bisschoppen Tomasz I en Tomasz II Zaremba, op 23 juni 1290 volledige economische, wettelijke autonomie en het recht voor het slaan van een eigen munt aan het bisdom in Nysa, waardoor een legale basis ontstond voor het hertogdom (of prinsbisdom) Nysa. Kort daarna stonden de bisschoppen ook bekend als de hertogen van Nysa.

### Silezische periode: 1290-1342
Nysa werd de hoofdstad van het prinsbisdom. Hendrik van Würben was de eerste bisschop die zichzelf formeel hertog van Wysa noemde. Hij leidde in 1315 een Inquisitie tegen zogenoemde 'ketters' in Nysa en Świdnica. Vijftig mensen werden geëxecuteerd. Bolko II van Ziębice maakte in 1333 een einde aan een reeks van opeisingen van het hertogdom door de verlening aan het bisdom door Hendrik IV van Polen formeel te bevestigen. De bisschop en hertog van Nysa Preczlaw van Pogarell zwoer in 1342 trouw aan de Boheemse koning Jan de Blinde.

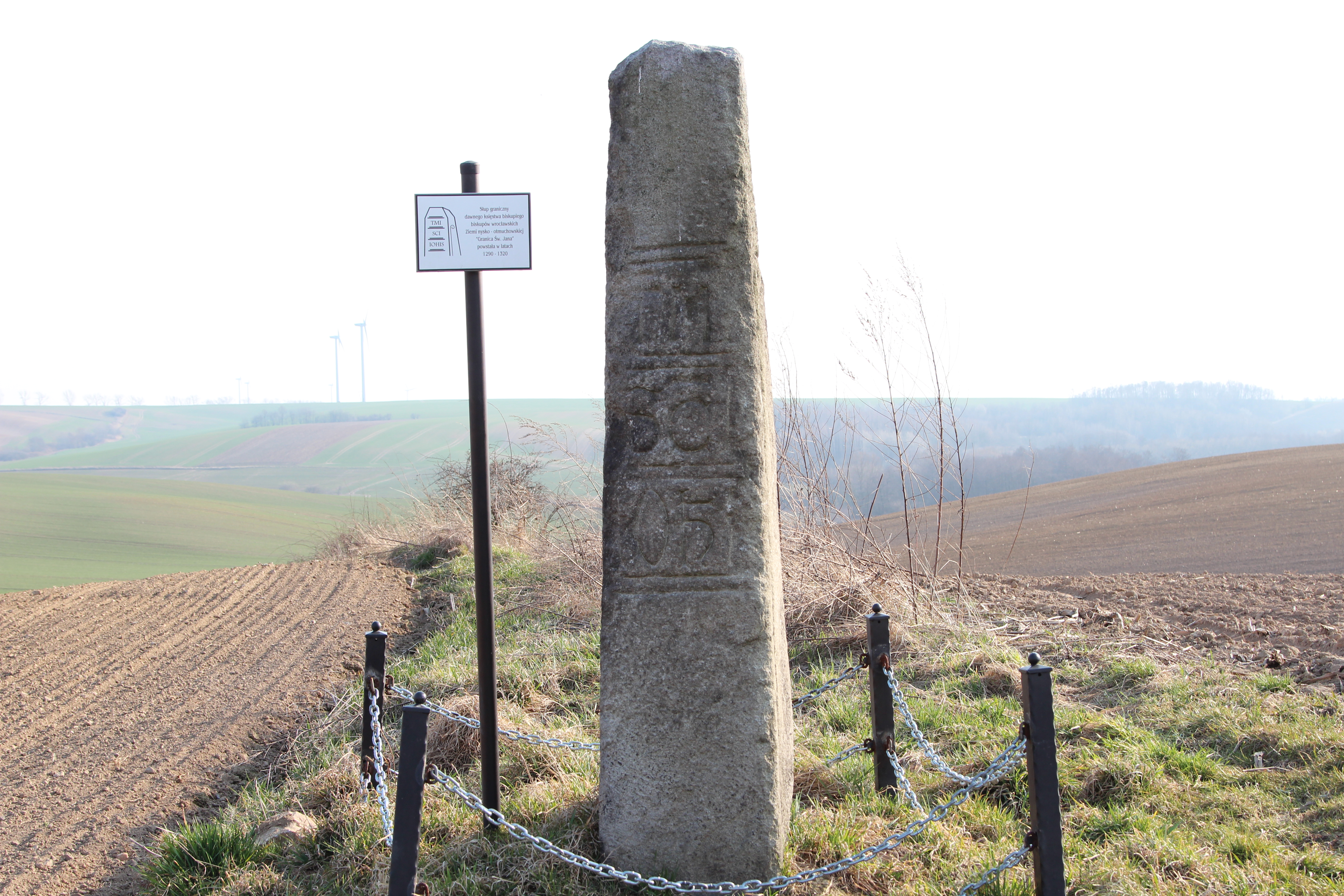
Grenspaal van het hertogdom in Chociebórz (circa 1290-1320)

### Boheemse periode: 1342-1742
Preczlaw van Pogarell kocht in 1344 Grodków (Grottkau) van Bolesław III de Verkwister als uitbreiding van het hertogdom Nysa. De prinsbisschop speelde in 1348 ook een cruciale rol in de ratificatie van het Verdrag van Namslau, waarin de Poolse kroon formeel afstand deed van alle aansprakelijkheid op Silezië.
Tijdens de Hussietenoorlogen, in 1428, werd het hertogdom grotendeels door de hussieten veroverd. Het kasteel van Nysa bleek echter te sterk te zijn en bleef in handen van het bisschoppelijke leger.
Het collegiaat van Otmuchów  werd in 1477 overgeplaatst naar Nysa.
De bisschoppen van Breslau werden in 1575 door de Reformatie uit Ostrów Tumski verjaagd, waarna ze tot 1655 hun toevlucht zochten in Nysa. De bisschop Karl von Österreich bracht in 1622 de jezuïeten naar Nysa om de reformisten te vervolgen, waarna een groot aantal vrouwen en meisjes gedurende de 17e eeuw op de brandstapel eindigden.
In 1740 brak de Eerste Silezische Oorlog tussen Pruisen en Oostenrijk uit, wat grote gevolgen voor het hertogdom zou hebben.

De verdeling van het hertogdom in 1742. Het Oostenrijkse gedeelte in geel.

### Periode van verdeling: 1742-1810
Na de Eerste Silezische Oorlog werd in 1742 het hertogdom verdeeld in twee stukken. Het grootste gedeelte werd ingelijfd door Pruisen, terwijl het kleinste gedeelte bij Oostenrijk bleef. In 1810 werd het Pruisische gedeelte geseculariseerd en in 1850 volgde het Oostenrijkse gedeelte, waarmee een einde kwam aan het hertogdom.
De jezuïeten, die in 1622 op uitnodiging van Karl von Österreich, in Nysa een college vestigden, bleven tot 1810 in het hertogdom operationeel.